# Pourthiaea pilosicalyx
Pourthiaea pilosicalyx là loài thực vật có hoa trong họ Hoa hồng. Loài này được Iketani & H.Ohashi miêu tả khoa học đầu tiên năm 1991.